# ANF Les Mureaux 170
ANF Les Mureaux 170 là một mẫu thử máy bay tiêm kích của Pháp trong thập niên 1930.

## Tính năng kỹ chiến thuật
Dữ liệu lấy từ The Complete Book of Fighters
Đặc tính tổng quan
- Kíp lái: 1
- Chiều dài: 7,90 m (25 ft 11 in)
- Sải cánh: 11,38 m (37 ft 4 in)
- Chiều cao: 3,00 m (9 ft 10 in)
- Diện tích cánh: 19,56 m2 (210,5 foot vuông)
- Trọng lượng rỗng: 1.199 kg (2.643 lb)
- Trọng lượng có tải: 1.670 kg (3.682 lb)
- Động cơ: 1 × Hispano-Suiza 12Xbrs , 510 kW (690 hp)

Hiệu suất bay
- Vận tốc cực đại: 380 km/h (236 mph; 205 kn) trên độ cao 4.500 m (14.765 ft)
- Thời gian lên độ cao: 23,4 phút lên độ cao 10.000 m (32.800 ft)

Vũ khí trang bị

- Súng: 2× Súng máy Vickers 7,7 mm